# Letts-nitrilsynthese
De Letts-nitrilsynthese is een organische reactie. Het is een reactie tussen een aromatisch carbonzuur en een metaalthiocyanaat (meestal kaliumthiocyanaat), die na afsplitsing van koolstofdioxide en kaliumwaterstofsulfide leidt tot vorming van een aromatisch nitril.